# Kredyt akceptacyjny
Kredyt akceptacyjny – kredyt krótkoterminowy uwzględniający postanowienia prawa wekslowego, który stanowi pewną odmianę kredytu dyskontowego. Podstawę jego uruchomienia stanowi umowa, na mocy której bank zobowiązuje się do akceptowania wystawionych na niego weksli przez osobę do tego upoważnioną (klienta banku) i zgodnie z warunkami tej umowy.
Kredyt akceptacyjny jest kredytem udzielanym krótkoterminowo, dlatego z reguły przeznaczony jest na finansowanie bieżącej działalności (np. poszczególnych faz produkcji, transportu, magazynowania czy też sprzedaży surowców, towarów i usług).

## Formy przyznawania i realizacji kredytu akceptacyjnego
1. Bank akceptujący weksel nazywany bankiem akceptacyjnym nie stawia do dyspozycji swego klienta środków pieniężnych, a jedynie użycza swego podpisu (akceptu) stając się głównym dłużnikiem wekslowym zobowiązanym do wykupu tego weksla.
2. Zaakceptowany weksel może być złożony do dyskonta w tym samym lub innym banku. Banki udzielają kredytu akceptacyjnego jedynie znaczącym i solidnym klientom. Bank może uzależnić akceptację weksla od ustanowienia pewnego zabezpieczenia, bowiem bank będąc głównym dłużnikiem nie może dochodzić roszczeń z weksla w stosunku do jego wystawcy.

Banki przyjmując weksle do akceptacji przestrzegają by:
- odpowiadały one wymogom prawa wekslowego i były złożone na urzędowym blankiecie wekslowym z uiszczoną we właściwej wysokości opłatą skarbową;
- kwoty weksli nie przekraczały sumy wskazanej w umowie;
- terminy płatności nie przekraczały terminu wskazanego w umowie;
- jako trasat i domicyliat wskazany był oddział banku akceptacyjnego.